# Толстой Михайло Дмитрович
Граф Миха́йло Дми́трович Толсто́й (рос. Михаил Дмитриевич Толстой; нар. 1804 — пом. 15 жовтня 1891, Одеса, Херсонська губернія, Російська імперія) — військовий і громадський діяч, підприємець Російської імперії. Дійсний таємний радник, президент Імператорського товариства сільського господарства Південної Росії, перший голова Одеського міського з'їзду мирських суддів, засновник південної гілки роду Толстих у Одесі.

## Життєпис
Михайло Дмитрович Толстой народився у 1804 році в родині Дмитра Олександровича та Катерини Олександрівни (Вяземської) Толстих.
Після закінчення Петербурзького пажеського корпусу Його Імператорської Величності обрав кар'єру військового. Учасник російсько-турецької війни 1828—1829 років та придушення польського повстання 1830—1831 років. У 1835 році в чині полковника полишає військову службу.
Оселився в селі Онуфріївка Херсонської губернії, у маєтку, який отримав після одруження з Катериною Комбурлей.
У 1847 році переїздить до Одеси, де придбав міську садибу на розі Преображенської та Софіївської вулиць.
Михайло Дмитрович мав землі у Харківській, Курській, Херсонській і Московській губерніях, володів цукроварнями та винокурнями.
Протягом чверті століття він обіймав посаду віце-президента, а згодом — президента Імператорського товариства сільського господарства Південної Росії. Обирався гласним міського громадського управління й старшинного домовласницького стану, головою Ради мирових суддів, головою комітету з облаштування бруківок і водостоків.
Помер 15 жовтня 1891 року в Одесі.
Був похований на Першому Християнському цвинтарі Одеси. 1937 року комуністичною владою цвинтар було зруйновано. На його місці був відкритий «Парк Ілліча» з розважальними атракціонами, а частина була передана місцевому зоопарку. Нині достеменно відомо лише про деякі перепоховання зі Старого цвинтаря, а дані про перепоховання Толстого відсутні.